# Oroniscus mandli
Oroniscus mandli är en kräftdjursart som beskrevs av Hans Strouhal1958. Oroniscus mandli ingår i släktet Oroniscus och familjen Oniscidae. Inga underarter finns listade i Catalogue of Life.